# Banks County
Das Banks County ist ein County im Bundesstaat Georgia der Vereinigten Staaten. Der Verwaltungssitz (County Seat) ist Homer.

## Geographie
Das County hat eine Fläche von 606 Quadratkilometern, wovon ein Quadratkilometer Wasserfläche ist. Es grenzt im Uhrzeigersinn an folgende Countys: Stephens County, Franklin County, Madison County, Jackson County, Hall County und Habersham County.

## Geschichte
Das Banks County wurde am 11. Dezember 1858 aus Teilen des Franklin County und des Habersham County gebildet und benannt nach Richard Banks. Das Land, in dem das County liegt, ist ein Teil der frühesten indianischen Landzession im Norden Georgias. Die Kolonisten siedelten hier bereits vor der amerikanischen Revolution. Das erste Gerichtsgebäude wurde 1863 erbaut. Nach dem Bürgerkrieg waren die Haupteinnahmequellen der Getreide- und Baumwollanbau. 1925 wurden durch einen Schädling fast alle Baumwoll-Pflanzungen vernichtet. Was nicht vernichtet wurde verdorrte in der folgenden großen Trockenheit. Danach wandten sich viele Bauern der Rindfleisch- und Geflügel-Produktion zu. Nach dem Bau der Interstate 85 wuchs die Bevölkerung und heute ist die zweitwichtigste Einnahmequelle der Tourismus.

## Sehenswertes
Fort Hollingsworth, erbaut 1793, Banks County Historic Courthouse, The Ragsdale Gristmill, erbaut 1860, das alte County-Gefängnis, erbaut 1906 und die Blind Suzy Bridge. Laut dem Guinness-Buch der Rekorde ist die Garrison Farm Besitzer des größten Eies der Welt.

## Demografische Daten
Laut der Volkszählung von 2010 verteilten sich die damaligen 18.395 Einwohner auf 6700 bewohnte Haushalte, was einen Schnitt von 2,75 Personen pro Haushalt ergibt. Insgesamt bestehen 7595 Haushalte.
76,1 % der Haushalte waren Familienhaushalte (bestehend aus verheirateten Paaren mit oder ohne Nachkommen bzw. einem Elternteil mit Nachkomme) mit einer durchschnittlichen Größe von 3,14 Personen. In 36,8 % aller Haushalte lebten Kinder unter 18 Jahren sowie in 25,6 % aller Haushalte Personen mit mindestens 65 Jahren.
28,1 % der Bevölkerung waren jünger als 20 Jahre, 23,1 % waren 20 bis 39 Jahre alt, 28,8 % waren 40 bis 59 Jahre alt und 18,6 % waren mindestens 60 Jahre alt. Das mittlere Alter betrug 38 Jahre. 50,5 % der Bevölkerung waren männlich und 49,5 % weiblich.
91,7 % der Bevölkerung bezeichneten sich als Weiße, 2,3 % als Afroamerikaner, 0,3 % als Indianer und 0,9 % als Asian Americans. 3,3 % gaben die Angehörigkeit zu einer anderen Ethnie und 1,4 % zu mehreren Ethnien an. 5,7 % der Bevölkerung bestand aus Hispanics oder Latinos.
Das durchschnittliche Jahreseinkommen pro Haushalt lag bei 42.826 USD, dabei lebten 16,3 % der Bevölkerung unter der Armutsgrenze.

## Kultur und Sehenswürdigkeiten

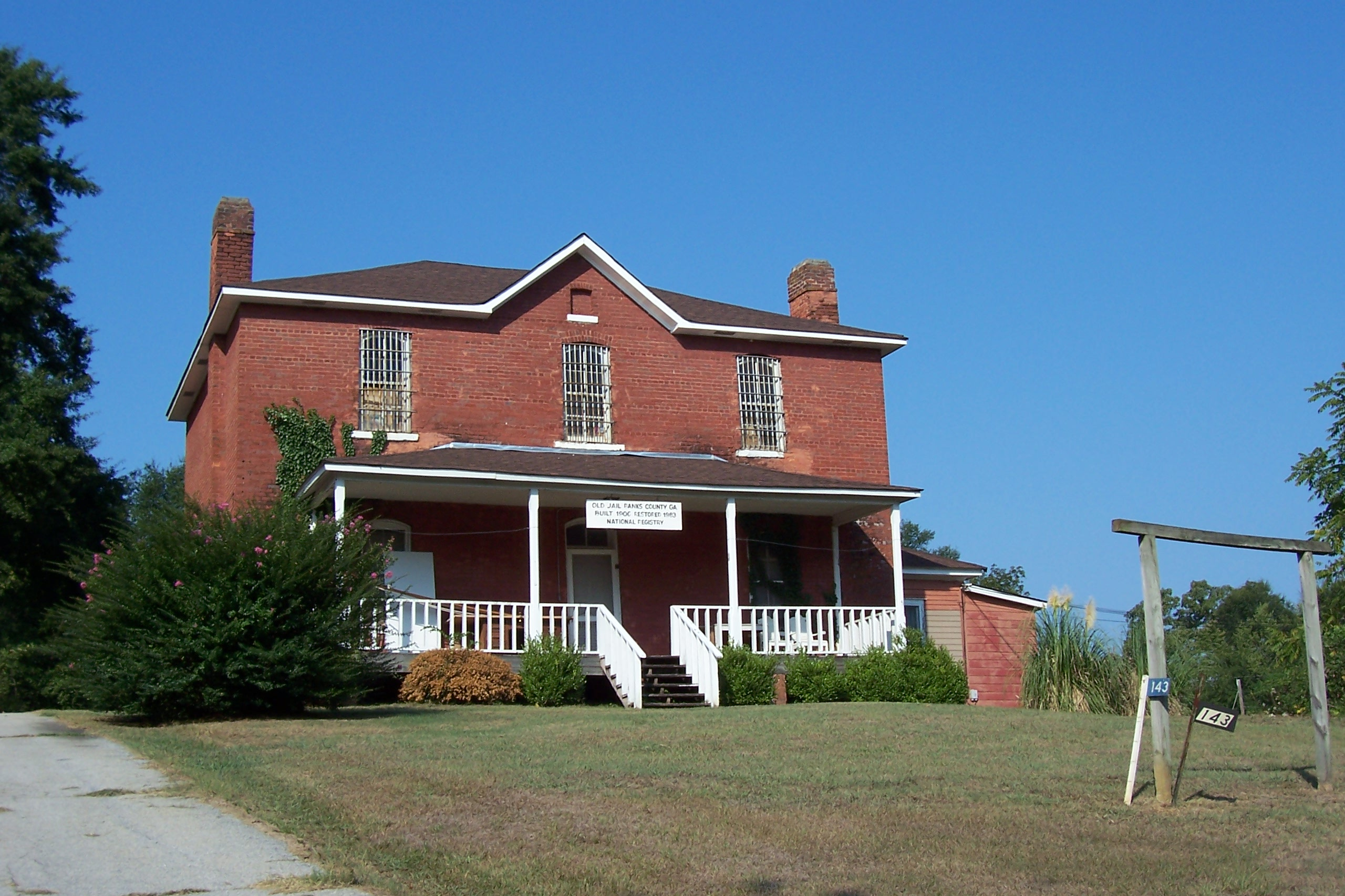
Banks County Jail in Homer (2011). Das Gefängnis geht auf das Jahr 1906 zurück und wurde im Juli 1982 als viertes Objekt im County in das NRHP eingetragen.

14 Bauwerke, Stätten und Historic Districts („historische Bezirke“) im Banks County sind im National Register of Historic Places („Nationales Verzeichnis historischer Orte“; NRHP) eingetragen (Stand 12. April 2023), darunter das ehemalige Gerichts- und Verwaltungsgebäude sowie das Gefängnis des County und zwei gedeckte Brücken.

## Orte im Banks County
Orte im Banks County mit Einwohnerzahlen der Volkszählung von 2010:
Cities:
- Baldwin – 3279 Einwohner
- Gillsville – 235 Einwohner
- Lula – 2758 Einwohner

Towns:
- Alto – 1172 Einwohner
- Homer (County Seat) – 1141 Einwohner
- Maysville – 1798 Einwohner